# 反权威国际
反权威国际（英語：Anti-authoritarian International），又称圣伊米耶无政府主义国际（Anarchist International of St. Imier），是存在于19世纪末的一个无政府社会主义国际组织。
1872年9月，在第一国际海牙代表大会上，俄国无政府主义者米哈伊尔·巴枯宁被开除出国际。不久，巴枯宁及其追随者在瑞士伯尔尼州圣伊米耶成立无政府主义国际，与第一国际对抗。1872年9月15日，巴枯宁派的国际代表大会——圣伊米耶反国际权威主义大会召开，出席大会的只有15名代表。会上通过了巴枯宁起草的4项决议：《不承认总委员会权威和反对海牙代表大会的决议》、《缔结各自由联合会团结友好条约》、《关于无产阶级放弃政治》、《关于无产阶级的经济斗争》的决议。该组织反对成立无产阶级政党和实行无产阶级专政，主张破坏现存的一切权力，反对任何妥协。
1877年，该组织“五大”召开后渐趋瓦解。但是，一些无政府主义者仍坚持活动，还召开过几次代表大会，主要是通过一些空洞的决议，影响越来越小。

## 大会
| 大会             | 地点           | 日期               | 备注 |
| ---------------- | -------------- | ------------------ | --- |
| 圣伊米耶代表大会 | 瑞士 圣伊米耶  | 1872年9月14日-16日 | 否决国际海牙代表大会的决议，不承认总委员会的权威，自认为国际第五次代表大会。共产主义者和无政府主义者由此分道扬镳。 |
| 日内瓦代表大会   | 瑞士 日内瓦    | 1873年9月1日-6日   | 自认为国际第六次代表大会。废除总委员会，下属支部自治。                                                             |
| 布鲁塞尔代表大会 | 比利时布鲁塞尔 | 1874年9月7日-13日  | 自认为国际第七次代表大会。                                                                                         |
| 伯尔尼代表大会   | 瑞士伯尔尼     | 1876年9月26日-29日 | 自认为国际第八次代表大会。大会围绕是否应开放参会权于非无政府主义者产生争执。                                       |
| 韦尔维耶代表大会 | 比利时韦尔维耶 | 1877年9月6日-8日   | 自认为国际第九次代表大会。大会首次出现集体无政府主义和无政府共产主义之间的争执。                                   |